# رينولد هامرستاين
رينولد هامرستاين (بالألمانية: Reinhold Hammerstein)‏ هو محاضر ‏ وأستاذ جامعي ألماني، ولد في 9 أبريل 1915 في Lämmerspiel ‏ في ألمانيا، وتوفي في 22 أبريل 2010 في فرايبورغ في ألمانيا.